# Jordán rali
A Jordán rali (hivatalosan: Jordan Rally) egy raliverseny Jordániában. 1981 óta rendezik, első versenyt a libanoni Michel Saleh nyerte. 2008-ban – első közel-keleti helyszínként – került be a rali-világbajnokság versenynaptárába, emellett 2010-ben és 2011-ben szerepelt még a WRC versenyei között. Jelenleg a közel-keleti ralibajnokság futamaként szerepel.

## Győztesek
|     | Év   | Versenyző              | Navigátor            | Autó                         |
| --- | ---- | ---------------------- | -------------------- | ---------------------------- |
| 1.  | 1981 | Michel Saleh           | Tony Samia           | Toyota Celica GT             |
| 2.  | 1982 | Michel Saleh           | Tony Samia           | Toyota Celica GT             |
| 3.  | 1983 | Saeed Al-Hajiri        | John Spiller         | Opel Manta 400               |
| 4.  | 1984 | Mohammed bin Szulajm   | Hasan Bin Shadour    | Toyota Celica Twin Cam Turbo |
| 5.  | 1985 | Saeed Al-Hajiri        | John Spiller         | Porsche 911 SC RS            |
| 6.  | 1986 | Saeed Al-Hajiri        | John Spiller         | Porsche 911 SC RS            |
| 7.  | 1987 | Mohammed bin Szulajm   | John Spiller         | Toyota Celica Twin Cam Turbo |
| 8.  | 1988 | Mohammed bin Szulajm   | Ronan Morgan         | Toyota Celica Twin Cam Turbo |
| 9.  | 1990 | Mohammed bin Szulajm   | Ronan Morgan         | Toyota Celica GT 4           |
| 10. | 1992 | Abbas Al-Mosawi        | Benny Smythe         | Toyota Celica GT 4           |
| 11. | 1993 | Sheikh Hammad Al-Thani | Abdullah Al Mari     | Mitsubishi Galant VR 4       |
| 12. | 1994 | Mohammed Bin Sulayem   | Phillip Mills        | Ford Escort RS Cosworth      |
| 13. | 1995 | Abdullah Bakhashab     | Bobby Willis         | Ford Escort RS Cosworth      |
| 14. | 1996 | Mohammed bin Szulajm   | Ronan Morgan         | Ford Escort RS Cosworth      |
| 15. | 1997 | Mohammed bin Szulajm   | Ronan Morgan         | Ford Escort RS Cosworth      |
| 16. | 1998 | Mohammed bin Szulajm   | Ronan Morgan         | Ford Escort Cosworth WRC     |
| 17. | 1999 | Mohammed bin Szulajm   | Ronan Morgan         | Ford Escort Cosworth WRC     |
| 18. | 2000 | Mohammed bin Szulajm   | Ronan Morgan         | Ford Focus WRC               |
| 19. | 2001 | Mohammed bin Szulajm   | Khalid Zakaria       | Ford Focus WRC               |
| 20. | 2002 | Mohammed bin Szulajm   | John Spiller         | Ford Focus WRC               |
| 21. | 2003 | Nászer el-Attija       | Steve Lancaster      | Subaru Imprezza WRC          |
| 22. | 2004 | Amjad Farrah           | Khalid Zakaria       | Mitsubishi Lancer Evo 7      |
| 23. | 2005 | Nászer el-Attija       | Chris Patterson      | Subaru Imprezza WRX Sti      |
| 24. | 2006 | Nászer el-Attija       | Chris Patterson      | Subaru Imprezza WRC          |
| 25. | 2007 | Hálid al-Kászimi       | Michael Orr          | Subaru Imprezza WRC          |
| 26. | 2008 | Mikko Hirvonen         | Jari-Mati Lehtinen   | Ford Focus RS WRC            |
| 27. | 2009 | Nászer el-Attija       | Giovanni Bernachini  | Subaru Impreza WRX N15       |
| 28. | 2010 | Sébastien Loeb         | Daniel Elena         | Citroen C4 WRC               |
| 29. | 2011 | Sébastien Ogier        | Julien Ingrassia     | Citroën DS3 WRC              |
| 30. | 2012 | Nászer el-Attija       | Giovanni Bernacchini | Ford Fiesta RRC              |
| 31. | 2013 | Nászer el-Attija       | Giovanni Bernacchini | Ford Fiesta RRC              |
| 32. | 2014 | Nászer el-Attija       | Giovanni Bernacchini | Ford Fiesta RRC              |
| 33. | 2015 | Nászer el-Attija       | Matthieu Baumel      | Ford Fiesta RRC              |
| 34. | 2016 | Nászer el-Attija       | Matthieu Baumel      | Škoda Fabia R5               |
| 35. | 2017 | Nászer el-Attija       | Matthieu Baumel      | Ford Fiesta R5               |
| 36. | 2018 | Nászer el-Attija       | Matthieu Baumel      | Ford Fiesta R5               |
| 37. | 2019 | Nászer el-Attija       | Matthieu Baumel      | Volkswagen Polo GTI R5       |
| 38. | 2021 | Nászer el-Attija       | Matthieu Baumel      | Volkswagen Polo GTI R5       |
| 39. | 2022 | Nászer el-Attija       | Matthieu Baumel      | Volkswagen Polo GTI R5       |

## Külső hivatkozások
- Hivatalos honlap Archiválva 2018. október 31-i dátummal a Wayback Machine-ben